# Bretons
Els bretons (bretó bretoned) són un grup ètnic de la Bretanya, que forma part políticament de França. Són els descendents actuals dels grups de britans de parla celta que van emigrar des del Sud-oest de Gran Bretanya, incloent Cornualla, en diverses onades entre els segles III i ix, especialment en el període entre 450 i 600 cap a la península d'Armòrica, a la que posteriorment van donar el seu nom.
A causa d'aquesta emigració el bretó (Brezhoneg) és parlat a la Baixa Bretanya (l'oest de la península). En l'actualitat, el bretó és parlat per aproximadament 365.000 persones, dels quals 240.000 el parlen quotidianament. Un altre idioma minoritari a la zona és el gal·ló, parlat exclusivament a l'Alta Bretanya, on el bretó mai va arribar a consolidar-se plenament. Com a llengua cèltica el bretó està fortament emparentat amb el còrnic, i de manera més llunyana, amb el gal·lès. D'altra banda, el gal·ló és una llengua romànica pertanyent al grup de les llengües d'oïl. El llenguatge natiu de la major part de bretons en l'actualitat és el francès.
Bretanya i els bretons són considerats com una de les sis nacions celtes. Ètnicament, juntament amb còrnics i gal·lesos, els bretons són els últims vestigis dels antics britans. La xifra actual de bretons a Bretanya i França és difícil d'estimar, mentre el govern francès no fa estadístiques sobre identitat ètnica. La població de la Bretanya (regions de Bretanya i Loira Atlàntic) és de 4.365.500 segons el cens de 2007.
Es diu que entorn de 1914 un milió de persones parlava bretó a l'est de la frontera entre les zones de parla bretó i gal·ló - entorn del 90% de la població de la Baixa Bretanya. En 1945 aquest percentatge hi havia caigut fins al 75%, i avui dia, les estadístiques més optimistes apunten al fet que només un 20% dels bretons pot parlar bretó. La població de Bretanya s'estima entorn dels 4 milions, incloent el departament de Loira Atlàntic, que va ser separat de Bretanya pel Govern de Vichy en 1941. Tres quartes parts de les 200.000-250.000 que utilitzen el bretó com a llengua quotidiana tenen més de 65 anys.
Una forta emigració històrica ha donat lloc a una diàspora bretona dins de les fronteres franceses i als Departaments d'ultramar. Es van assentar principalment a l'àrea de París, on més d'un milió de persones afirmen tenir ascendència bretona. Moltes famílies han emigrat igualment a Amèrica, sobretot al Canadà (especialment a Québec i les províncies marítimes) i als Estats Units. Els primers colons francesos a les Antilles Franceses procedia de Bretanya.

## Història

### Orígens històrics dels bretons

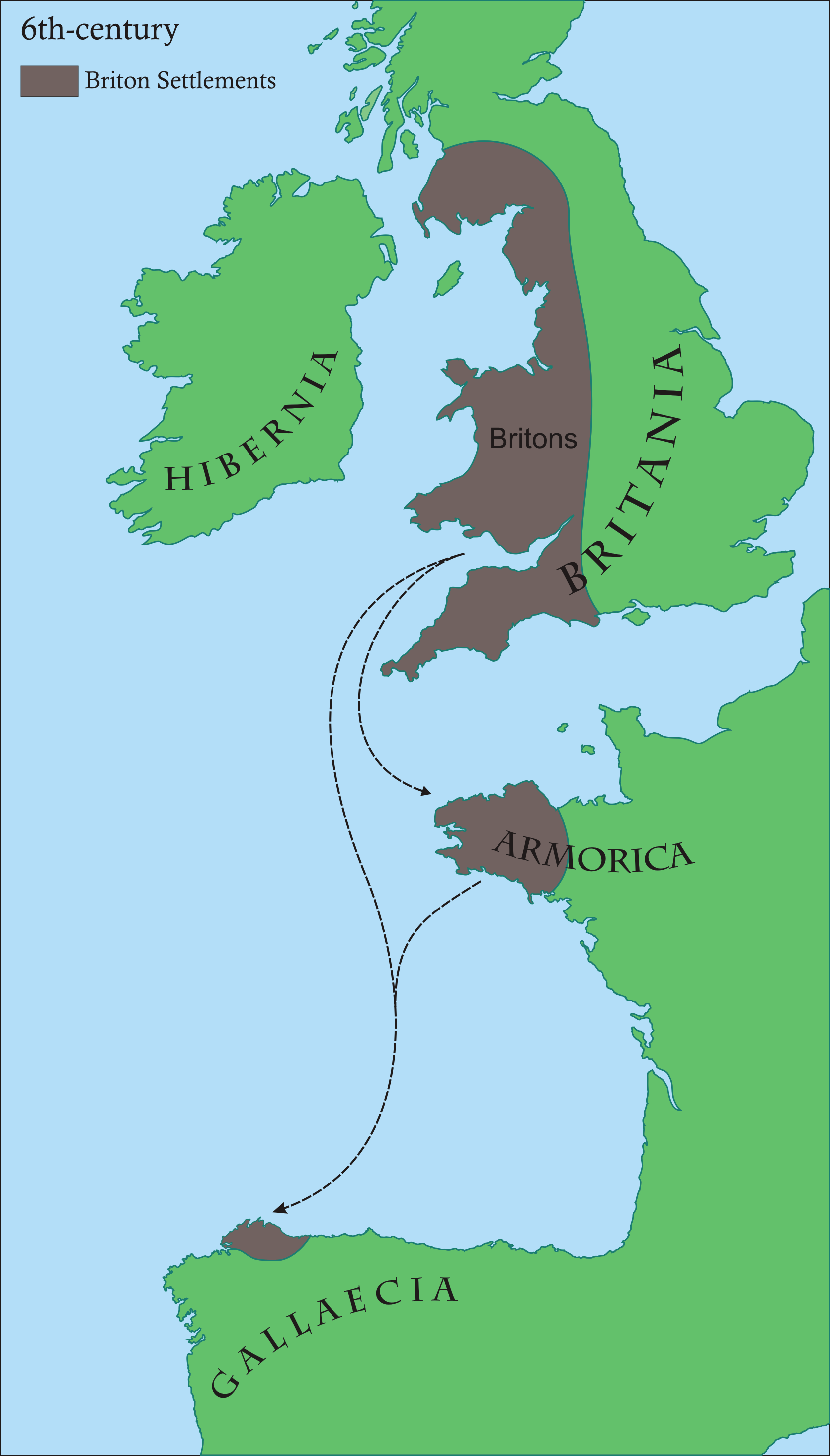
Establiments bretons en el.

A la fi del segle iv, gran quantitat de tropes auxiliars britanes de l'exèrcit romà es van estacionar a Armòrica per a protegir les costes gal·les i particularment les de l'Armòrica dels atacs dels pirates irlandesos, frisons i saxons. La Historia Brittonum, escrita per Nennius en el segle ix afirma que l'emperador Magne Màxim va donar ordre de retirar les tropes romanes de Britànnia, va assentar les seves tropes a Bretanya.
En el segle v els angles, els juts i els saxons, pobles germànics vinguts del continent, empentant als britans, poble celta  de la família britònica, a instal·lar-se a l'oest (País de Gal·les) i al sud (Cornualla) de l'illa. Però els bretons emigraren sobretot per tal de fugir de les incursions dels gaels, poble celta vingut d'Irlanda. Milers de bretons s'instal·laren a Armòrica. Aquest èxode no fou pas massiu sinó que consistí sobretot en una llarga sèrie d'infiltracions. L'oest de l'Armòrica a prendre el nom de Bretanya a causa d'aquest immigració contínua.
Tant Nennius com Gildas esmenten una segona onada de britans assentant-se a Armòrica al segle següent, escapant de la invasió anglosaxona i de l'assetjament dels escots. L'arqueologia moderna també recolza l'existència d'una migració en dues onades. Està acceptat generalment que els britans que van arribar a Bretanya van donar a la zona el seu nom i hi van portar el bretó, Brezhoneg, idioma emparentat amb el gal·lès i el còrnic.
Aquesta immigració britànica provocà una receltització de l'Armòrica que havia estat poc romanitzada a la caiguda de l'imperi romà. La població autòctona armoricana era cosina dels nouvinguts, ja que bretons gàl·lics i britans estan emparentats. Les dues poblacions es coneixien prou bé a causa dels intercanvis que havien mantingut al llarg dels segles.
Hi ha nombrosos registres de missioners cristians arribats des de Gran Bretanya durant la segona onada de colonització, especialment el llegendari Gildas. Igual que en Cornualla, moltes poblacions bretones porten el nom dels set sants fundadors de l'església britànica. L'irlandès Sant Columbà també va desenvolupar activitats a Bretanya i és recordat a Saint-Colomban a Carnac.
La instal·lació a Armòrica comportà la creació de nous reialmes : Bro Waroch, Cornualla, Dumnònia (que s'estenia als dos costats del Canal de la Mànega en un moment de la seva història); endemés de nombrosos països tradicionals i culturals: Bro Leon, Poher, comtat de Porhoët, Bro Gwened, etc. Les relacions entre bretons i llurs veïns francs, els nous amos de la Gàl·lia, foren conflictives durant l'alta edat mitjana, entre rebel·lió i relativa submissió temporal. Carlemany no arribarà pas a sotmetre l'oest bretó.

## Llengües

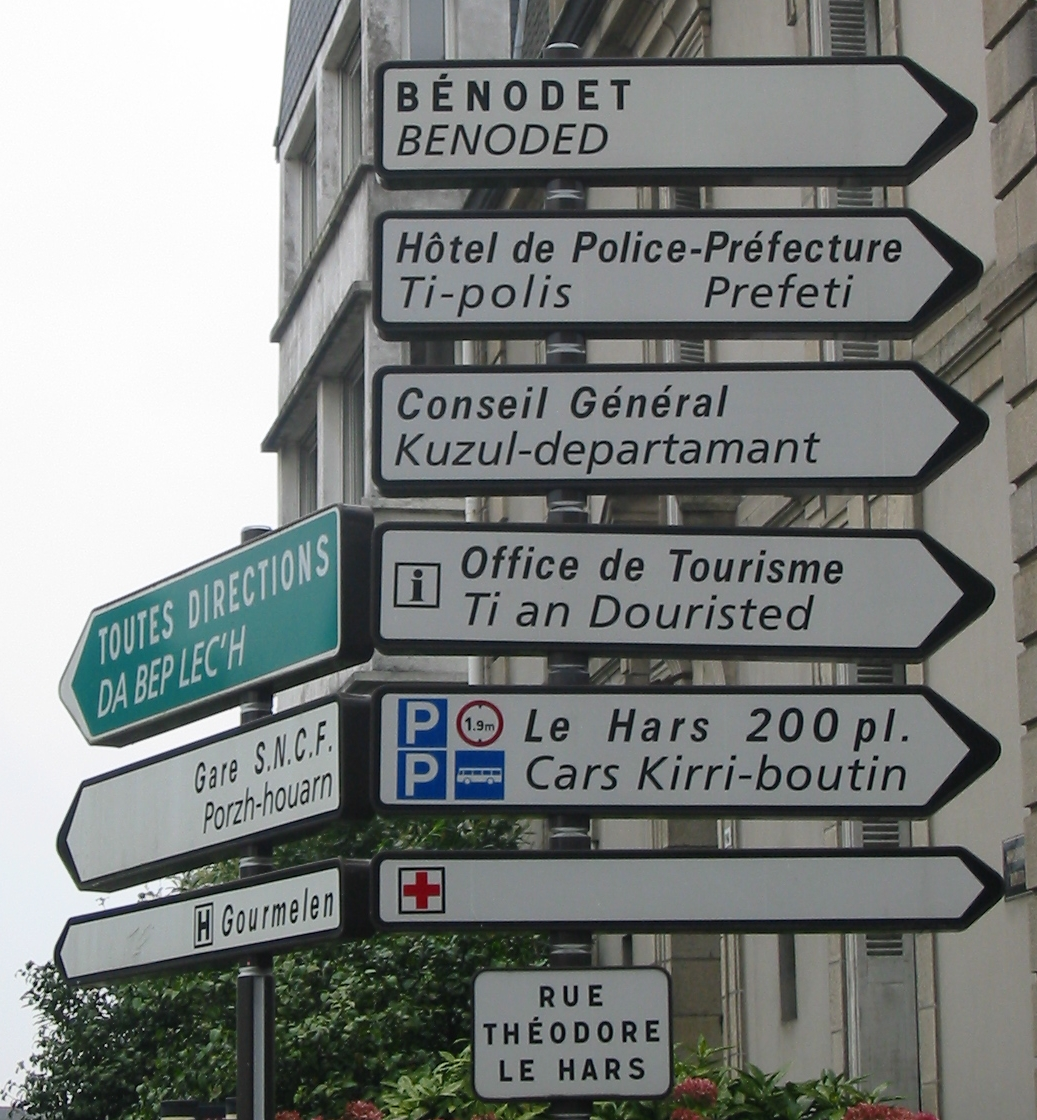
Retolació bilingüe a un carrer de Quimper

L'existència de dues Bretanyes lingüísticament diferenciades és testimoniat de ben antic. En el segle xv la cancelleria pontifical, qui demanà al clergat de parlar la llengua dels seus feligresos, distingeix la Brittania gallicana i la Brittannia britonizans, és a dir, la Bretanya gallésante i la Bretanya bretonnante. El límit està regulat i colpa als observadors per la netedat del traçat: per Gilbert Villeneuve qui parla de la Baixa Bretanya, « no hi ha absolutament cap diferència: es parla baix-bretó o no se'n parla, no hi ha punt intermedi ». Quan a l'historiador Pitre-Chevalier, en 1845 no va dubtar pas en qualificar aquesta frontera de « Gran Muralla Xinesa » de l'idioma bretó. Aquest límit lingüístic ha fluctuat des de l'emigració bretona a l'Armòrica en profit del gal·ló, i després del francès i avui es dibuixa com a tal : va de l'oest de Plouha i el sud de Paimpol, a les Costes d'Armor, passa per Châtelaudren, Corlay, Locminé i acaba a la península de Rhuys, a Ar Mor-Bihan»
Avui dia la llengua materna de la majoria dels bretons és el francès. D'altra part, cap dels dos parlars tradicionals de Bretanya, bretó i gal·ló, té cap mena de reconeixement oficial, però encara avui és utilitzada com a llengua quotidiana d'una petita part de bretons, principalment els de més edats. Algunes accions per tal de salvaguardar el bretó s'han dut a terme per part dels poders públics, com la senyalització bilingüe, sobretot a l'oest de la península, gràcies a l'impuls d'organismes com l'Ofis Publik ar Brezhoneg (abans Ofis ar Brezhoneg) i Stourm ar Brezhoneg. Aquesta senyalització francès/bretó no es va fer sense controvèrsia perquè també es va fer a l'Alta Bretanya. Després del 1880 fins a mitjans del segle XX la política escolar dels diversos governs francesos és considerada pels milers de militants com a provocadora d'un veritable lingüicidi de la llengua bretona, en la interdicció particularment a les escoles, en una òptica propera a la del Welsh Not al País de Gal·les. En la filiació d'un decret de la França de Vichy del 12 de desembre de 1941 autoritzant l'ensenyament facultatiu dels "parlars locals" a les escoles primàries, la llei Deixonne d'11 de gener de 1951, presentada pel diputat socialista del Tarn Maurice Deixonne, però preparada pels diputats comunistes bretons, autoritza l'ensenyament del bretó i de 3 altres llengües (occità, català, basc).
Una circular del ministre de l'Educació nacional, François Bayrou, del 7 d'abril de 1995, va incloure l'aprenentatge de la llengua i de la cultura regional al programa escolar. Avui el bretó i el gal·ló són ensenyats en algunes escoles primàries i secundàries i es poden fer algunes proves facultatives al batxillerat. En 1966 fou autoritzat el posar noms bretons als nens.

### Bretó

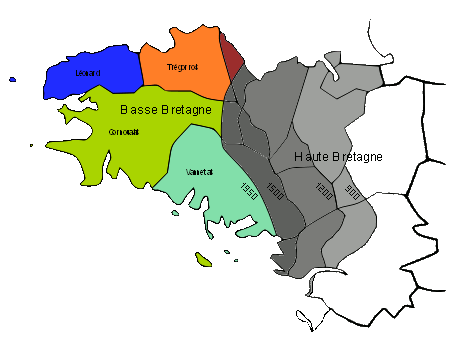
Els diferents tons de gris tracen la disminució de bretó en benefici de gal·ló i del francès, la part blanca mai ha estat de majoria bretonòfona. El límit entre l'Alta i la Baixa Bretanya s'ha desplaçat gradualment cap a l'oest al llarg dels segles.

A la fi de l'Imperi Romà els britans que fugiren de les invasions de la Gran Bretanya, s'instal·laren a loOest de l'Armòrica on van receltitzar aquesta part de la Gàl·lia feblement romanitzada.
D'origen celta britànic, el bretó és proper al còrnic, i en menor mesura del gal, i es classifica dins les llengües cèltiques insulars. Al segle ix la major part de la Bretanya era bretonòfona llevat de les zones al voltant de Nantes i Rennes, que han estat sempre de llengua romanç. A través dels segles i en l'Edat Mitjana, el bretó va decaure a l'oest de la península davant la pressió del francès i del gal·ló (vegeu el mapa). Al segle xix, a la Baixa Bretanya, Brest era gairebé completament aliena al bretó, la resta de les viles de Bretanya occidental eren parcialment francesitzades. Fins a mitjans del segle XX el bretó era la llengua materna de la majoria dels habitants de la Baixa Bretanya. La UNESCO ha classificat el bretó, de la mateixa manera que el gal·ló, com a «llengua seriosament en perill».

### Gal·ló

Zona de parla gal·lo

Els habitants de l'Alta Bretanya parlen tradicionalment el gal·ló, una llengua d'oïl, que presenta alguns elements d'intercanvi amb el bretó, principalment en el vocabulari i en la pronunciació. No hi ha acord en el nombre exacte de parlants. que poden variar de 28.300 parlants a 200.000.

### Francès
El francès s'ha anat imposant progressivament com a llengua dels bretons per nombroses raons. Després de la batalla de Jengland-Beslé, Nominoe, afegí als seus dominis la Marca de Bretanya, zona de llengua romànica, que comprenia Rennes i Nantes, on mai s'hi va parlar bretó. L'extensió màxima de la Breton s'estén a l'oest d'aquestes dues ciutats. És a partir d'aquesta àrea s'iniciarà el procés de francesització romànica de Bretanya. Rennes influirà en les viles bretonòfones del nord-oest i al seu torn francesitzaren el camp dels voltants, mentre que Nantes francesitzà les viles bretonòfones del sud-oest. El descens també va ser més ràpid al nord de Bretanya, de Rennes a Saint-Brieuc, que al sud, de Nantes cap a Vannes, perquè Rennes va ser una important cruïlla vies romanes. La instal·lació de la cort del ducat de Bretanya a la zona romànica (Nantes) facilità la francesització de les elits.
Des de la fi del segle xiii i abans de la unió del Ducat de Bretanya al Regne de França, l'administració ducal abandonà el llatí en profit del francès, sense passar pel bretó. Fins al segle xiii els actes administratius i jurídics són redactats en llatí, després el francès va concórrer amb el llatí als actes de la cancelleria abans de substituir-lo definitivament. L'historiador Jean Kerhervé afirmà que durant la recerca en els arxius no va trobar mai cap document financer ni administratiu en bretó., contràriament al que afirmen altres.
D'altra banda, cap dels últims ducs de Bretanya s'expressava en bretó i llurs esforços de centralització van recolzar exclusivament l'ús del francès. Per tant, Charles de Blois (1341-1364) va haver de recórrer als serveis d'un intèrpret quan va haver d'adreçar-se als seus súbdits de la Baixa Bretanya. Tota l'atenció dels ducs de Bretanya es va tornar cap a l'Anjou i el comtat de Maine quan intentaren estendre el seu domini, sobretot cap a l'Oest. De tal manera que en el segle xvi la reculada del bretó a favor del gal·ló i del francès ja estava ben establert al llarg de la línia de Binic a Guérande.
Després de la unió del ducat a França, l'Antic Règim, amb poc respecte per les llengües locals, acceptà el bretó com estava : essencialment una llengua vernacla i utilitzada pel culte. L'ús del francès, imposat als tribunals i als actes oficials per l'edicte de Villers-Cotterêts, va ser de caràcter simbòlic, ja que el Ducat de Bretanya havia abandonat el llatí pel francès com a llengua administrativa més d'un segle abans del Regne de França. Aquesta reculada multisecular del bretó continuarà progresdsivament fins al pas de la Baixa Bretanya vers el francès en els anys 1950-1960.
Durant el segle xix el reclutament militar i l'educació obligatòria jugaren un paper important en la promoció del francès. Durant aquest període, el "patois" estava desacreditat per a la classe mitjana, vist com un signe de ruralitat i analfabetisme i com un factor d'endarreriment econòmic i cultural. Alguns individus es mostraren intransigents amb les llengües regionals, com el sotsprefecte del Finisterre qui, en 1845, donà aquesta consigna als mestres : «Sobretot us recordo, senyors, que sou aquí per a matar la llengua bretona.» O en 1897, un inspector d'acadèmia del Finisterre que va escriure per als professors de l'escola primària : «Un principi que no es pot doblegar jamai : ni un sol mot de bretó a classe ni al pati d'esbarjo. Hem de fer la guerra a aquesta «charabia.» Però el servei militar i la política escolar no ho expliquen tot; els bretonòfons van passar lentament al francès, principalment per les següents raons:
- L'atractiu de la cultura francesa.;[37]
- el descrèdit del moviment bretó entre els bretons arran de la col·laboració d'alguns dels seus membres amb els ocupants alemanys durant la Segona Guerra mundial[38]
- La idea que les oportunitats de treball i la promoció social (per exemple, per als càrrecs administratius i militars) passaven a través del coneixement del francès;
- El ferrocarril facilità considerablement la barreja de poblacions (turistes, la migració rural a la ciutat), amb la generalització de les vacances pagades, a l'estiu, els immigrants de segona generació (nascuts fora de Bretanya), que ja no parlen bretó o parlen malament, retornen al país;
- En el context de la globalització quan a barreja dels pobles, el desenvolupament d'un llenguatge dedicada a l'intercanvi comercial tendeix a fer desaparèixer les llengües més petites. Això és molt més recent que les raons anteriors (que s'inicia després de la Segona Guerra Mundial), però subratlla la disminució del bretó a favor del francès, la llengua de la comunicació de la República Francesa abans de ser llengua constitucional (1992).

## La identitat bretona

### Prehistòria de la identitat bretona
Com assenyala Catherine Bertho al seu article « L'invention de la Bretagne : Genèse sociale d'un stéréotype » publicat en 1980, durant la Revolució francesa
| « | No hi va haver discurs coherent i organitzar la província i menys encara sobre la regió | » |

. Al seu estudi, dedicat a les representacions erudites de la Bretanya, constata l'absència total al corpus literari d'obres on la Bretanya és el tema específic, ni cap estudi econòmic que tria la província objecte d'estudi; les observacions de caràcter etnogràfic només apareixen « cas per cas » i mai per identificar una especificitat bretona. Com a molt podem notar un interès específic dels historiadors pels temes relacionats amb les relacions feudals, i "les antigues llibertats de la província." Abans de 1800, cap dels estereotips en què es fundarà la identitat regional, celtisme en el clima plujós encara no està al seu lloc.
A la primera meitat del segle xix en el corrent del nacionalisme romàntic que afecta Europa, va néixer una historiografia regionalista que va expressar el seu interès en les tradicions, cançons, llegendes i creences populars bretones. Alguns estudiosos que perceben la importància etnològica del món rural en procés de canvi profund, recopilen les tradicions orals locals. Com a exemple, el Barzaz Breiz de La Villemarqué. El "renaixement romàntic" s'expressa a Bretanya, essencialment al si d'una noblesa legitimista, marginada després de 1830 per la Monarquia de Juliol i que es replega a llurs terres. A la nostàlgia de l'Antic Règim s'ajunta un esperit conservador pel que fa a la religió, les tradicions i els privilegis feudals, sense creure però en un retorn efectiu a l'Antic Règim. Les tradicions es presenten com la preservació del poble bretó de la irreligió i les noves idees de la Il·lustració.

### Primer Emsav (s. XIX - 1914)
El primer Emsav veu l'aparició d'un autonomisme bretó que resta confidencial. Va tenir lloc en aquest període una primera unificació dels dialectes del bretó per la instigació d'universitaris bretons (Vallée, Perrot, Jaffrenou…). Aquest bretó "KLT", unificació dels dialectes cornuallès, leonès i del tregorès, exclou el dialecte vannetès jutjat força diferent.

### Segon Emsav (1918-1945)

Cap al 1923 fou creada la Gwenn ha Du (aquesta és la versió de 1923-1925) per Morvan Marchal.

Durant el període d'entreguerres la producció artística es va desenvolupar al voltant dels Seiz Breur i veu aparèixer la Gwenn ha Du (1923) i els primers bagadoù (1932), però cercles nacionalistes pateixen per aconseguir militants (el primer congrés del Partit Nacionalista Bretó que va tenir lloc a Landerneau el 27 de desembre de 1931 aplegà 25 militants), i llavor el regionalisme bretó es radicalitzà. En 1932, un grupuscule nationalista va fer exploar el monument que commemorava la unió de Bretanya a France a Rennes. Al voltant de François Debauvais i Olier Mordrel, el moviment bretó es va aproximar a la ideologia nazi i al nacionalisme ètnic. Durant la Segona Guerra Mundial part del moviment autonomista va col·laboració amb els ocupants nazis i amb la França de Vichy. Un cert nombre de militants bretons s'allistaren a les milícies de la Bezen Perrot o a les Bagadoù Stourm, guanyant-se l'hostilitat de la població local. Més enllà d'aquests petits grups, els bretons es dividiren, com la resta dels francesos, entre la col·laboració i la resistència. Cal assenyalar que la població bretona es distingí per la important contribució que proporcionà a la resistència francesa interior i exterior.
En 1941 es va crear una nova ortografia bretona (KLTG) que aplegava alguns trets del dialecte vannetès. El govern de Vichy es mostrà conciliador amb les llengües regionals : les primeres lleis a favor de l'ensenyament de llengües regionals fou aprovada pel ministre de Vichy Jérôme Carcopino. Aquestes lleis, com la resta de les mesures preses pel govern de Vichy, foren derogades després de l'Alliberament.
Després de l'Alliberament, només entre el 15 i el 16% dels membres del PNB foren duts als tribunals per col·laboracionisme. No obstant això, en el nacionalisme bretó es minimitzà la col·laboració i creà el mite de la depuració salvatge.

### Tercer Emsav (des del 1945)

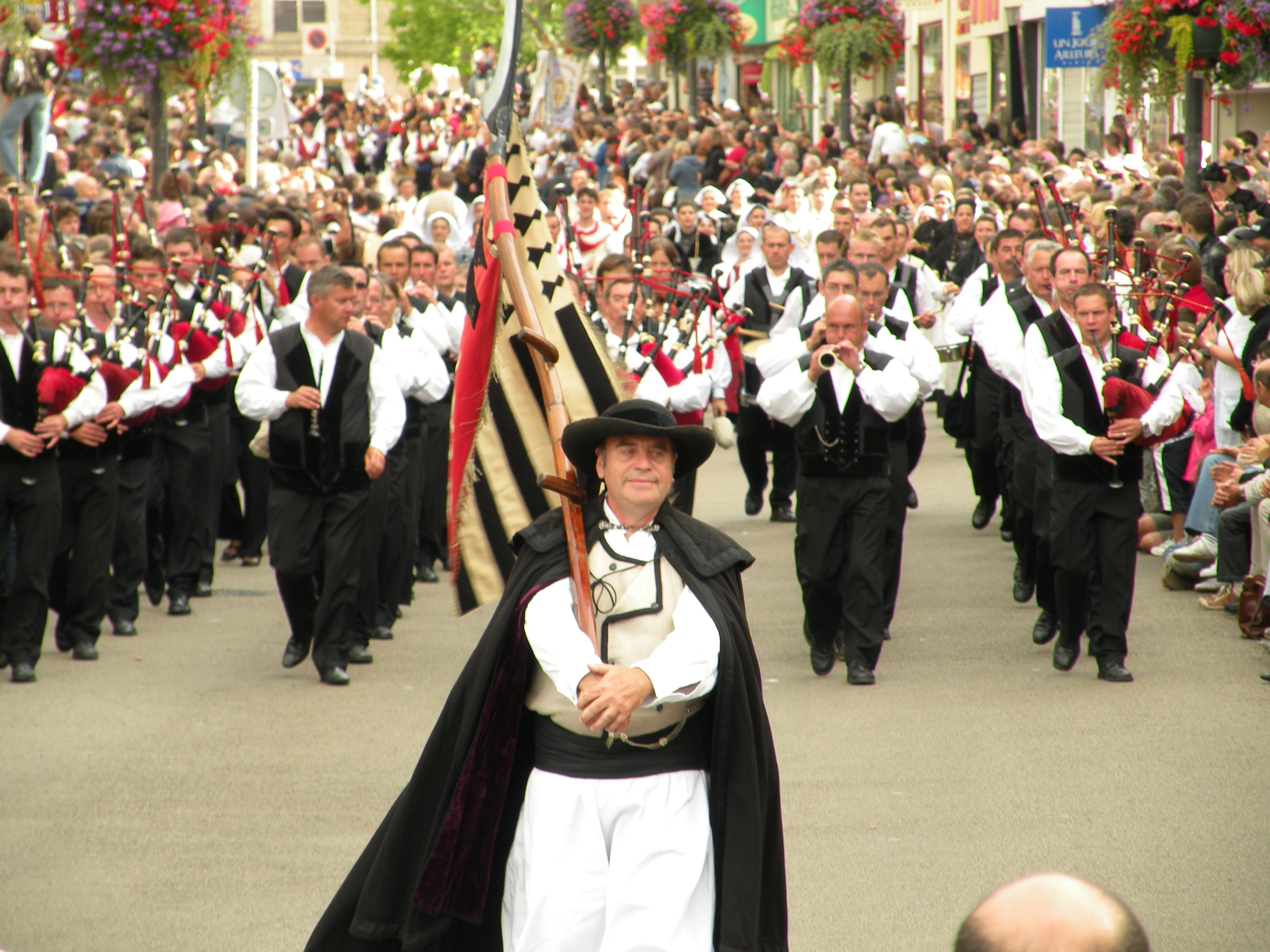
Desfilada dels Kevrenn Alre al Festival Intercèltic d'An Oriant en 2009

Després de la col·laboració de la quasi-totalitat dels moviments politics de l'emsav, el militantisme polític era condemnat per l'opinió bretona. L'acció militant es va concentrar en l'àmbit cultural, principalment a través de la música bretona per l'actualització de temes musicals tradicionals i per la creació dels festoù-noz, durant els anys 1950.
Des de desembre de 1946, a iniciativa dels poders públics, Pierre-Jakez Hélias llançà un nou programa d'emissions radiofòniques en bretó a Radio Quimerc'h. Paral·lelament, la llei Deixonne de 1951, va permetre l'ensenyament de quatre llengües regionals, entre elles el bretó (però no pas el gal·ló), a les escoles secundàries. Tot i que les mesures afavoraien l'ensenyament de les llengües regionals, l'abandó del bretó i del gal·ló (igual que altres llengües regionals franceses) per les classes populars s'intensificà des de la postguerra. Impulsats pel desig d'integrar-se en la societat francesa i pels canvis econòmics significatius vinculats, els bretonòfons adoptaren voluntàriament el francès. Actualment el bretó i el gal·ló es troben més amenaçats que mai, experimentant una disminució constant (aquestes llengües són parlades principalment per persones majors), tot i l'increment de l'aprenentatge dels idiomes a l'escola. El 2009, la UNESCO va classificar el bretó i el gal·ló com « llengües seriosament en perill ». Negativa fa 40 anys, la imatge del bretó avui és positiva. Un sondeig de finals dels anys 1990 revelà que el 88% dels baix-bretons eren partidaris de salvaguardar el bretó i el 80% era favorable al seu ensenyament.
En 1966 va néixer el Front d'Alliberament de Bretanya, que va cometre més d'un centenar d'atacs fins a abril de 2000 a Bretanya i a la resta de França per exigir l'autonomia, o bé la independència de Bretanya, i el reconeixement de la cultura bretona a l'Estat francès. Desmantellat a 1978-1979, reaparegué poc després al nom d'Exèrcit Revolucionari Bretó. Els seus atacs no eren dirigits cap a la població bretona i només provocaren danys materials. Una excepció fou l'atemptat de Quévert, que va causar la mort d'una noia jove.

### Sentiment de pertinença dels bretons

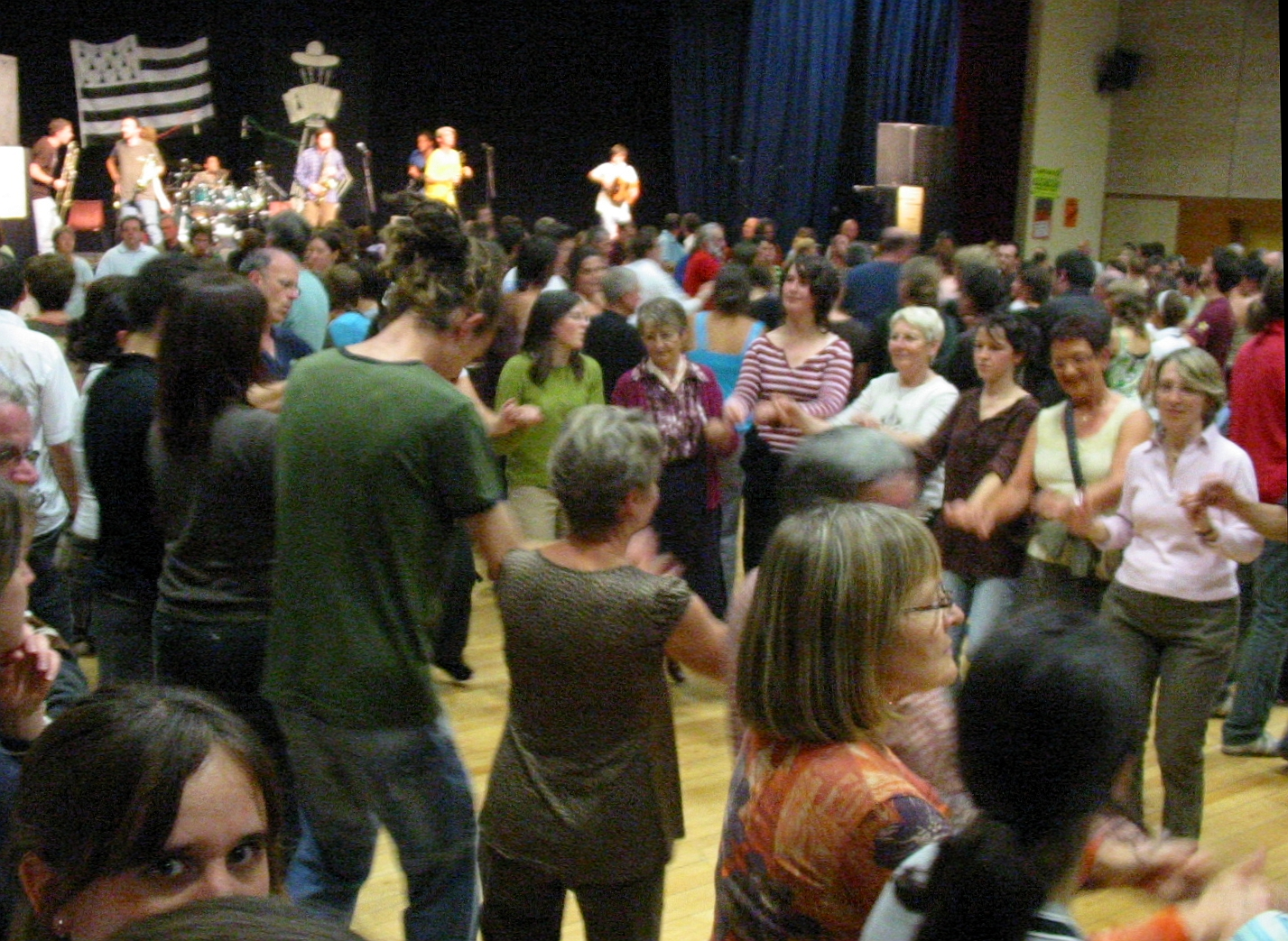
Fest-noz a l'Alta Bretanya en 2007.

Només uns pocs estudis poden donar una idea del sentiment dels bretons. Segons una enquesta duta a terme en 2008, detallava el sentiment de pertinença dels bretons :
- Se senten tant bretons com francesos : 50%
- Se senten més bretons que francesos : 22,5%
- Se senten més francesos que bretons : 15,4%
- Se senten francesos i no pas bretons : 9,3%
- Se senten bretons i no pas francesos : 1,5%
- Altres : 0,8%
- No saben : 0,5%

### La Gwenn ha du

La Gwenn ha du en la versió actual

El triskell.

## Emblemes i símbols

### L'Ermini
L'ermini heràldic és un símbol molt popular del que és bretó, especialment utilitzat a Bretanya i diverses institucions i empreses bretones. L'ermini com a animal representa en menor mesura la Bretanya.

### Els colors de la bandera
La bandera bretona porta el nom de Gwenn ha Du (blanc i negre). Històricament, la combinació de colors negre i blanc evoca sempre Bretanya. Cada banda de color representa els bisbats tradicionals de Bretanya. El color blanc (gwenn) representa els bisbats de parla bretona (Kemper/Quimper pel Bro Kernev/Cornouaille, St Pol de Leon/Kastell Paol pel Bro Leon/Leon, Treguier/Lan Dreger pel Bro Dreger/Tregor, Gwened/Vannes pour le Bro Gwened/pays vannetais) i el negre representa els bisbats de parla gal·ló (Nantes pel país nantès, Rennes pel país rennès, Saint-Malo pel país Malouin, Dol pel país Dolois i Lamballe pel Penthièvre). La Gwenn ha Du es troba a totes les plaques mineralògiques de la regió administrativa "Bretanya".

### El triskell
Acceptat a poc a poc com a emblema pancèltic i després com a bretó, el triskel (o triskell) ha esdevingut força popular des dels anys 1970 a Bretanya. De la moda de portar el triskel al voltant del coll, imitant Alan Stivell, o brodat a la màniga, s'ha estès a les marques i al turisme bretons.